# Mazerat-Aurouze
Mazerat-Aurouze – miejscowość i gmina we Francji, w regionie Owernia-Rodan-Alpy, w departamencie Górna Loara.
Według danych na rok 1990 gminę zamieszkiwało 215 osób, a gęstość zaludnienia wynosiła 13 osób/km² (wśród 1310 gmin Owernii Mazerat-Aurouze plasuje się na 635. miejscu pod względem liczby ludności, natomiast pod względem powierzchni na miejscu 578.).